# Brody Jenner
Sam Brody Jenner (Los Angeles, 21 de agosto de 1983) é uma personalidade da televisão americana.